# Cyril Musil
Cyril Musil (Studnice, 26 novembre 1907 – Collingwood, 17 aprile 1977) è stato un fondista e partigiano cecoslovacco.

## Biografia
Musile è nato a Studnice, villaggio oggi parte della municipalità di Nové Město na Moravě.
Come fondista fu attivo negli anni '30: vinse un argento ai Campionati mondiali di sci nordico 1933 nella staffetta 4x10 km e partecipò ai giochi olimpici di Garmisch-Partenkirchen 1936 disputando tutte e tre le gare in calendario, ovvero la 18 km (14º posto), la 50 km (9º posto) e la staffetta (5º posto).
Vinse anche sei titoli nazionali cecoslovacchi e polacchi.
Assieme alla moglie si impegnò nella resistenza anti-nazista: nel corso della seconda guerra mondiale la sua fattoria di Studnice divenne un nascondiglio per esponenti di spicco dei partigiani e Musil stesso fu impiegato spesso come staffetta. Al termine del conflitto, lo Státní bezpečnost lo attenzionò, dal momento che i suoi contatti erano perlopiù di esponenti filo-occidentali, ma lui si rifiutò di collaborare: nel 1949 venne arrestato e condannato, dopo un processo farsa, a vent'anni di carcere. Nel 1950 riuscì ad evadere e a rifugiarsi in Canada, dove aprì un hotel e una scuola di sci. Non tornò mai più in patria e non vide mai più i suoi familiari, ad eccezione di una delle figlie; morì a Collingwood nel 1977 ed è sepolto a Toronto.
Nel 2007, a cent'anni dalla sua nascita, la città di Nové Město na Moravě gli ha conferito la cittadinanza onoraria.

## Palmarès

### Campionati mondiali di sci nordico
- : Innsbruck 1933 - Staffetta 4x10 km